# Joosteit
Joosteit ist ein sehr selten vorkommendes Mineral aus der Mineralklasse der „Phosphate, Arsenate und Vanadate“. Er kristallisiert im monoklinen Kristallsystem mit der chemischen Zusammensetzung Mn2+(Mn3+,Fe3+)(PO4)O und ist damit chemisch gesehen ein Mangan-Phosphat mit einem zusätzlichen Sauerstoffatom, also ein Oxophosphat.
Joosteit entwickelt an seiner Typlokalität nur unregelmäßig ausgebildete Aggregate bis zu mehreren Millimetern Größe, die viele Einschlüsse unterschiedlicher Größe enthalten, bei denen es sich um Reste von Sicklerit sowie später gebildeter Alterationsprodukte wie Hureaulith und verschiedene Fe/Mn-Oxide handelt. Die Typlokalität des Minerals ist der Seltenmetall-Granitpegmatit Helikon II auf der Farm Okongava-Ost No. 72 bei Karibib, Wahlkreis Karibib in der Region Erongo, Namibia. Der Pegmatit wurde in der Vergangenheit auf Petalit, Amblygonit, Pollucit, Tantalit, Beryll und Lepidolith zur Erzeugung der seltenen Metalle Lithium, Cäsium, Tantal und Beryllium bebaut.

## Etymologie und Geschichte
Joosteit wurde von Paul Keller auf einem auf den Halden des Pegmatits Helikon II auf der Farm Okongava-Ost 72 bei Karibib in Namibia gefundenen Handstück während eines Forschungsprogrammes zu Vorkommen, petrogenetischer Signifikanz und strukturellen Charakteristika von Staněkit entdeckt. Paul Keller, Professor für Mineralogie und Kristallographie an der Universität Stuttgart, führte zusammen mit Kollegen die für eine Charakterisierung als neues Mineral notwendigen Untersuchungen durch und legte die Ergebnisse der International Mineralogical Association (IMA) vor, die es 2005 unter der vorläufigen Bezeichnung IMA 2005-013 anerkannte. Im Jahre 2007 wurde es von Paul Keller, François Fontan, Francisco Velasco Roldan und Philippe de Parseval im deutschen Wissenschaftsmagazin „Neues Jahrbuch für Mineralogie, Abhandlungen“ als Joosteit (englisch Joosteite) beschrieben. Die Autoren benannten das Mineral nach Charlotte Jooste, Karibib/Namibia, in Anerkennung ihrer herausragenden Unterstützung der Pegmatitforschung in Zentralnamibia. Jooste selbst hatte über viele Jahre hinweg verschiedene Pegmatite im Gebiet von Karibib bearbeitet.
Das Typmaterial für Joosteit (Holotyp) wird an der Universität Stuttgart (Standort TM-05.13-9911.07 / 0/824-s27/2) aufbewahrt. Weiteres Typmaterial wurde am Muséum d’histoire naturelle de la ville de Toulouse, Frankreich, und im Department de Mineralogia y Petrologia der Universidad del País Vasco, Bilbao, Spanien, deponiert.

## Klassifikation
Die veraltete, aber teilweise noch gebräuchliche 8. Auflage der Mineralsystematik nach Strunz führt den Joosteit noch nicht auf. Er würde vermutlich zur Mineralklasse der „Phosphate, Arsenate und Vanadate“ und dort zur Abteilung der „Wasserfreien Phosphate, mit fremden Anionen F, Cl, O, OH“ gehören, wo er zusammen mit Zwieselit, Wolfeit, Magniotriplit (diskreditiert 2004), Sarkinit, Staněkit, Triplit, Triploidit und Wagnerit die „Zwieselit-Wolfeit-Gruppe“ mit der System-Nr. VII/B.03 gebildet hätte.
Die seit 2001 gültige und von der International Mineralogical Association (IMA) verwendete 9. Auflage der Strunz’schen Mineralsystematik ordnet den Joosteit ebenfalls in die Abteilung der „Phosphate usw. mit zusätzlichen Anionen; ohne H2O“ ein. Diese ist allerdings weiter unterteilt nach der relativen Größe der beteiligten Kationen und dem Stoffmengenverhältnis der zusätzlichen Anionen zum Phosphat-, Arsenat- und Vanadatkomplex, so dass das Mineral entsprechend seiner Zusammensetzung in der Unterabteilung „Mit ausschließlich mittelgroßen Kationen; (OH usw.) : RO4 ≤ 1 : 1“ zu finden ist, wo es zusammen mit Sarkinit, Staněkit, Triploidit, Wagnerit und Wolfeit die „Triploiditgruppe“ mit der System-Nr. 8.BB.15 bildet.
Auch die vorwiegend im englischen Sprachraum gebräuchliche Systematik der Minerale nach Dana ordnet den Joosteit in die Klasse der „Phosphate, Arsenate und Vanadate“ und dort in die Abteilung der „Wasserfreien Phosphate etc., mit Hydroxyl oder Halogen“ ein. Hier ist er als alleiniger Namensgeber in der „Wolfeitgruppe“ mit der System-Nr. 41.06.03 und den weiteren Mitgliedern Wolfeit, Triploidit, Sarkinit und Staněkit innerhalb der Unterabteilung „Wasserfreie Phosphate etc., mit Hydroxyl oder Halogen mit (A)2(XO4)Zq“ zu finden.

## Chemismus
An verschiedenen Joosteit-Körnern aus dem „Helikon-II-Pegmatit“ wurden insgesamt 20 Mikrosondenanalysen durchgeführt. Analysen an einem relativ homogenen Korn mit dem höchsten Mn/Fe-Verhältnis ergaben Mittelwerte von 0,22 % Na2O; 0,43 % MgO; 0,03 % Al2O3; 29,97 % P2O5; 0,15 % K2O; 0,02 % CaO; 31,14 % MnO; 22,80 % Mn2O3 und 12,86 % Fe2O3 (MnO/Mn2O3-Verhältnis aus der Stöchiometrie berechnet). Auf der Basis von fünf Sauerstoffatomen errechnete sich aus ihnen die empirische Formel
(Mn2+1,004Mg0,024Mn3+0,660Fe3+0,368Na0,016K0,007)Σ=2,079(P0,966O4)O, welche zu Mn2+1,00(Mn3+0,64Fe3+0,36)Σ=1,00(PO4)O idealisiert wurde. Diese Idealformel verlangt Gehalte von 32,07 % MnO, 22,84 % Mn2O3, 13,00 % Fe2O3 und 32,09 % P2O5 (Summe 100,00 Gew.-%).
Joosteit ist das Mn3+-dominante Analogon zum Fe3+-dominierten Staněkit (genauer Staněkit-Mabc).

## Kristallstruktur
Joosteit kristallisiert im monoklinen Kristallsystem in der Raumgruppe I2/a (Raumgruppen-Nr. 15, Stellung 7) mit den Gitterparametern a = 11,888 Å; b = 6,409 Å; c = 9,804 Å und β = 106,17° sowie acht Formeleinheiten pro Elementarzelle
Die Kristallstruktur von Joosteit besteht – ähnlich wie die von Staněkit-Mabc – aus zwei symmetrisch unterschiedlichen [MO6]-Oktaedern und einem einzelnen [PO4]-Tetraeder, wobei diejenigen des Joosteits stärker verzerrt sind als die des Staněkits. Die [MO6]-Oktaeder besitzen gemeinsame Kanten und bilden Zickzack-Ketten, die parallel [010] für [(M1)O6] bzw. [100] für [(M2)O6] verlaufen. Beide Typen von Ketten sind ferner durch weitere Kanten entlang der c-Achse verknüpft und bilden dadurch ein offenes Gerüst, in welchem sich die isolierten [PO4]-Tetraeder befinden. Ähnlich wie im Staněkit-Mabc sind die Kationen M2+ und M3+ (M = Mn und Fe) auf beide oktaedrische Positionen verteilt.
Eine andere Möglichkeit zur Beschreibung der Topologie von Joosteit ist der Hinweis auf ein Sauerstoff-zentriertes Kationen-Tetraeder [OM4], da das einzelne Zentraloxid-Anion O5 an kein Phosphor-Atom gebunden ist. Dieses [(O5)(M1)2(M2)2]-Tetraeder besitzt trans-orientierte Kanten und bildet unendliche kationische Ketten [(O5)(M1)2/2(M2)2/2], die sich parallel zur c-Achse erstrecken. Sie sind durch diskrete [PO4]-Tetraeder dreidimensional miteinander verknüpft. Von diesem Gesichtspunkt aus erweist sich Joosteit als isotyp mit der B-Typ-Struktur des Lanthanoid(III)-oxid-Oxosilicats Ln2[SiO4]O und ist eng verwandt mit anderen Arrangements, welche analoge [OM4/2]-Ketten von über trans-orientierte Kanten verknüpfte [OM4]-Tetraeder enthalten. Dazu gehören u. a. In2[PO4]O, Tb2[SeO3]2O, Gd3OCl[AsO3]2 und La3OCl[AsO3]2.
Joosteit ist isotyp (isostrukturell) zu seinem Fe3+-Analogon Staněkit-Mabc. Allerdings unterscheiden sich die Kristallstrukturen von Staněkit-Mabc und Joosteit in ihren Koordinationszahlen von Kationen und Anionen deutlich von den anderen Vertretern der Triplit- und Triploidit-Gruppen wie z. B. Wolfeit-
Ma2bc, (Fe,Mn,Mg,)2[PO4](OH). Für die letzteren Minerale ist die Hälfte der Kationen entweder fünf- oder sechsfach koordiniert und die Koordinationszahl der isolierten Anionen (CNOH) beträgt nur drei, während im Joosteit alle Kationen sechsfach koordiniert sind und das einzelne Sauerstoffatom O5, welches zu keinem [PO4]-Tetraeder gehört, CNO5 = 4 aufweist.

## Eigenschaften

### Morphologie
Joosteit entwickelt an seiner Typlokalität im „Helikon-II-Pegmatit“ ausschließlich Aggregate von wenigen Millimetern Größe, wobei homogene Körner sehr selten sind und nur Größen von 0,3 mm erreichen. Gelegentlich sind Andeutungen von gestreckten bis lattigen Kristallen zu erkennen, jedoch sind idiomorphe Kristalle unbekannt. Auch Zwillingsbildung wurde nicht beobachtet.

### Physikalische und chemische Eigenschaften
Die Aggregate des Joosteits sind schwarz, ihre Strichfarbe ist immer bräunlichschwarz. Die Oberflächen der opaken, nur in dünnsten Splittern dunkelbraun durchscheinenden Aggregate weisen einen schwachen halbmetallartigen Glanz auf. Unter dem Mikroskop ist das Mineral im durchfallenden Licht dunkelbraun, im auffallenden (reflektierten) Licht grau mit bräunlichem Stich und weist niedrige bis moderate Bireflektanz sowie einen deutlichen Reflexions-Pleochroismus (schwach an Luft, deutlicher in Immersionsöl) auf. Innenreflexe wurden nicht beobachtet.
Am Joosteit wurde keine Spaltbarkeit festgestellt. Obwohl das Mineral eine deutliche Sprödigkeit aufweist, fehlen Angaben zum Bruch.
Mit einer Mohshärte von 4 gehört das Mineral zu den mittelharten Mineralen und lässt sich wie das Referenzmineral Fluorit mit einem Taschenmesser leicht ritzen. Infolge der Unreinheit des Typmaterials ließ sich am Joosteit keine Dichte messen; die berechnete Dichte beträgt 4,13 g/cm³. Joosteit zeigt weder im lang- noch im kurzwelligen UV-Licht eine Fluoreszenz.

## Bildung und Fundorte
Als sehr seltene Mineralbildung konnte Joosteit bisher (Stand 2018) lediglich von zwei Fundorten beschrieben werden. Als Typlokalität gilt der Granitpegmatit Helikon II auf der Farm Okongava Ost 72 bei Karibib, Wahlkreis Karibib in der Region Erongo in Namibia. Daneben fand sich Joosteit im „Pegmatyt Julianna“ im Steinbruch „Kopalnia DSS Piława Górna“, Piława Górna (Ober-Peilau), Distrikt Dzierżoniów, Dolnośląskie, Polen. Vorkommen von Joosteit in Deutschland, Österreich oder in der Schweiz sind damit nicht bekannt.
Joosteit ist an seiner Typlokalität ein typisches Sekundärmineral, welches sich in der Oxidationszone eines Granitpegmatits mit einer primären Phosphatmineralparagenese gebildet hat. Ähnlich wie Staněkit und dessen Beziehungen zu Triphylin und Ferrisicklerit entstand Joosteit in der Folge von Alterationsprozessen auf Kosten von pegmatitischem Lithiophilit. In einem ersten Schritt wurde Lithiophilit typischerweise in Sicklerit überführt. Später – unter stärker oxidierenden Bedingungen – entstand Joosteit durch Verdrängung des davor gebildeten Minerals. Joosteit ist kein Oxidationsprodukt von Triploidit, (Mn,Fe)2(PO4)(OH). Parageneseminerale an der Typlokalität sind Lithiophilit, Sicklerit, Eosphorit, Amblygonit, Varulith, Dickinsonit, Hureaulith, „Apatit“ und nicht identifizierte Fe/Mn-Oxide.

## Verwendung
Natürlich gebildeter Joosteit ist extrem selten und deshalb nur für den Mineralsammler von Interesse. Aufgrund seiner chemischen Zusammensetzung und seiner Bildungsbedingungen in einer Li-haltigen Mineralvergesellschaftung kommt Joosteit aber möglicherweise für die Nutzung im Zusammenhang mit Lithiumbatterien in Frage. Aufgrund der strukturellen Beziehung zu verschiedenen Polymorphen der synthetischen Komponente Fe2[PO4]O lassen sich auch katalytische und magnetische Eigenschaften erwarten.